# エンジンエンターテイメント
エンジンエンターテイメントは、俳優の唐渡亮が2006年（平成18年）に起業したエンタテイメント事業会社。主に、芸能プロダクション事業・キャスティング事業・映像制作・イベント企画制作事業・アクターズ・アクションスクール事業を行っている。2018年現在Enjin株式会社のエンターテイメント事業部門。

## 事業内容
1. 芸能プロダクション、芸能タレント養成所の経営
2. 各種イベントの企画、制作、運営、管理
3. 芸能タレント、スポーツ選手のマネージメント業務
4. 映画、演劇、テレビ番組、ラジオ番組、コマーシャル等の企画、販売
5. レコード、録音テープ、ビデオテープ、コンパクトディスク、デジタルビデオディスク等の音楽、映像を録音・録画した商品の原盤権の管理
6. 著作権、意匠権、商標権の管理、売買
7. スタイリスト業
8. 広告代理店業
9. 飲食店の経営及び食品の販売
10. 飲食店舗の企画及び設計
11. 経営コンサルタント業
12. 衣料品、装身具、洋装雑貨品、日用雑貨品、キャラクター商品、健康器具の企画、製作及び販売
13. 前各号に付帯する一切の業務

## 主な所属者
- 唐渡亮
- 白川雄也
- 石田順裕
- 溝下翼